# Хан, Соха Али
Соха Али Хан Патауди (род. 4 октября 1978, Нью-Дели) — индийская актриса

, работавшая в фильмах на хинди, бенгальском и английском языках.

## Биография
Родилась 4 октября 1978 года в городе Нью-Дели; дочь киноактрисы Шармилы Тагор и бывшего индийского капитана сборной по крикету Мансура Али Хана Патауди, она также младшая сестра актёра Саифа Али Хана. 

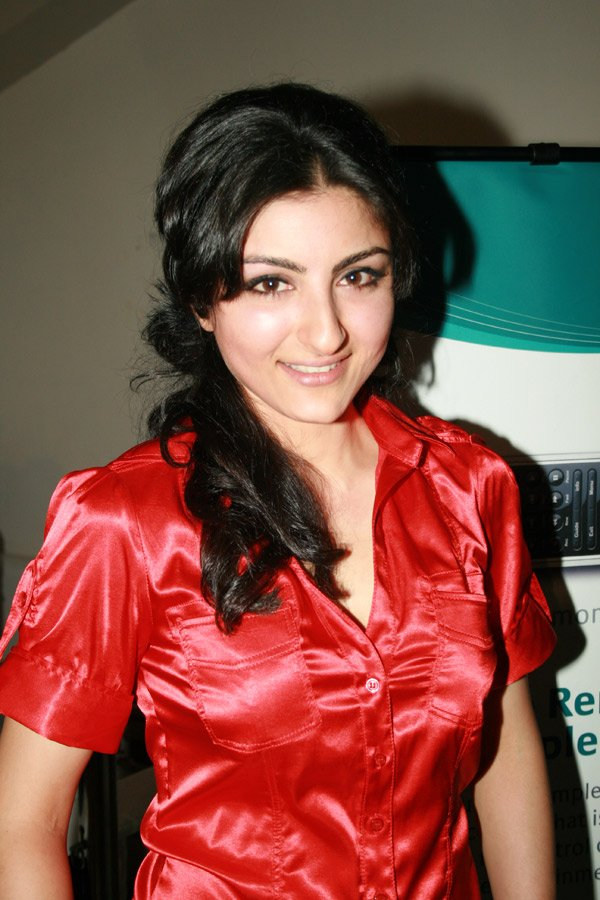
Соха Али Хан

Соха училась в Британской школе в Нью-Дели, изучала современную историю в Баллиол-колледже в Оксфорде, и получила степень магистра международных отношений в Лондонской школе экономики и политических наук.
Соха Али Хан начала свою актёрскую карьеру в 2004 году с романтической комедии «Сердце просит большего», но наиболее известна своей ролью в драматическом фильме «Цвет шафрана» (2006). 
Актриса получила Global Indian Film Awards, International Indian Film Academy Awards, Bengal Film Journalists' Association Awards за роль в фильме «Цвет шафрана». За этот же фильм она была номинирована на премию Filmfare Award за лучшую женскую роль второго плана.
В 2015 году вышла замуж за актёра Кунала Кхему, с которым встречалась около двух лет.
В 2017 году она написала книгу «Опасности умеренной известности», которая в 2018 году получила премию Crossword Book Award.